# Архитектура советского авангарда
Архитектура советского авангарда — модернистское направление архитектуры Советской России и СССР в 1920 — начала 1930-х годов, ставшее значительной частью мирового архитектурного наследия.
Рождение советского архитектурного авангарда относится к первым годам после Октябрьской революции, произошедшей в 1917 году. Его истоками были левые течения изобразительного искусства: импрессионизм, кубизм, футуризм, кубофутуризм, а также символизм и экспрессионизм. Эксперименты левых художников привели от беспредметной абстрактной живописи к выходу в сферу пространственного искусства — архитектуру. Лидеры архитектурного авангарда стремились к созданию новой художественно-композиционной системы, новой объёмно-пространственной урбанизированной среды. Их поиски вели к изобретению нового интернационального, всеобщего стиля, для которого были характерны монументальность и простота, а новые формы должны были соответствовать новой индустриальной эпохе.
Наиболее известным течением архитектуры советского авангарда является конструктивизм (ведущие деятели которого входили в Объединение современных архитекторов (ОСА)). Но помимо него существовал рационализм (представленный Ассоциацией новых архитекторов (АСНОВА) и Объединением архитекторов-урбанистов (АРУ)), а также супрематизм, символический романтизм и другие течения. Важную роль в становлении архитекторов нового поколения играл ВХУТЕМАС. СССР эпохи авангарда наряду с Германией, Францией и Нидерландами стал центром формирования нового глобального стилевого направления. В этот период в конкурсном и реальном проектировании в СССР участвовали многие известные иностранные архитекторы.
В феврале 1932 года на конкурсе проектов Дворца Советов побеждают проекты, далёкие от идеалов модернистской архитектуры. Этот момент считают знаковым в истории архитектуры авангарда. Сразу же после этого начался постепенный переход советских архитекторов к неоклассицизму, активно поддерживаемому сталинской властью. Несмотря на свою недолгую жизнь, советский авангард стал значительнейшей вехой в истории архитектуры СССР и всего мира. Он оказал влияние на послесталинский модернизм и на многих современных архитекторов.